# Andreas Schwerd
Andreas Schwerd (* 1883; † 31. Januar 1966) war ein deutscher Lehrer und Autor.

## Werdegang
Schwerd stammte aus Unterfranken. Er legte am Gymnasium in Münnerstadt das Abitur ab und studierte danach Klassische Philologie, Deutsch und Geschichte in Würzburg und München. Er war kurze Zeit als Assistent am Gymnasium bei St. Stephan in Augsburg tätig und kam 1915 als Lehrer an das Maximiliansgymnasium in München, das bis zu seiner Pensionierung im Jahr 1951 Wirkungsstätte blieb. Von 1. Dezember 1945 bis zum Ende des Schuljahres 1950/51 war er Rektor der Schule. In dieser Zeit erfolgte der Wiederaufbau des im Krieg stark zerstörten Gymnasiums und die Rückkehr zu einem geordneten Unterrichtsbetrieb.
Als Schulbuchautor machte er sich um den Geografieunterricht verdient.

## Ehrungen
- 1952: Verdienstkreuz (Steckkreuz) der Bundesrepublik Deutschland
- 1961: Bayerischer Verdienstorden